# Palazzo Fedrigotti
Il palazzo Bossi Fedrigotti, situato nella città di Rovereto, risale all'ultimo decennio del XVIII secolo. Fu costruito dal maestro muratore Carlo Caminada, che si era basato su un progetto disegnato da Ambrogio Rosmini, noto architetto e pittore roveretano. Alcune stanze sono adornate di pregevoli stucchi e il cortile interno è maestoso. Questo palazzo fu una tra le più note residenze cittadine e allo stesso tempo teatro di una intensa vita aristocratica.

## Storia del palazzo
Il palazzo Fedrigotti venne costruito per la famiglia Fedrigotti, da qualche secolo presente a Sacco e impegnata in attività mercantili (fluitazione del legname), agricole e imprenditoriali varie (attivita serica). Pietro Modesto Fedrigotti (1693- 1763) inoltre ottenne nel 1750 il privilegio di gestire il traffico postale tra Calliano e Torbole (detto “Feudo Postale”), che i suoi successori conservarono fino all’inizio del Novecento. Verso la fine del XVIII sec. I Fedrigotti avevano raggiunto un ruolo economico-politico rilevante in Vallagarina tanto che Giovan Pietro nel 1790 venne nominato conte del Sacro Romano Impero. Quest'ultimo intraprese l'opera di edificazione del palazzo in Corso Bettini che porta ancor oggi il loro nome.
L'area di costruzione fu favorita dalle circostanze storiche; sul mercato infatti era presente il terreno appartenuto un tempo dalle clarisse del monastero di San Carlo che erano state poi soppresse.
Il nobile Fedrigotti, una volta ottenuta l'area, fece subito partire le pratiche per la nuova costruzione. Ancora oggi non ci è noto se egli commissionò il progetto ad Ambrogio Rosmini o se fu lui a proporsi.
Il titolare dell'impresa fu Carlo Caminada, esponente dei maestri comacini.
Nel 1796 i lavori di costruzione dovevano già essere terminati perché Napoleone Bonaparte durante la campagna di occupazione del Trentino e dell'Alto Adige occupò con il suo seguito il palazzo Fedrigotti.
Nel corso degli anni nelle sue stanze furono accolti ospiti illustri come Eugenio Beauharnais viceré di Italia, o il duca bavarese Massimiliano con la famiglia regale. Nel 1810 il palazzo fu anche sede dell'ufficio della vice prefettura di Rovereto.
La famiglia Fedrigotti mantenne la proprietà immobiliare fino al 1920 quando l'edificio venne ceduto all'istituto delle Dame Inglesi, che lo trasformò in scuola-convitto “Bianca Laura Saibante. “Questo convitto aveva lo scopo principale di aprire una casa a fanciulle che frequentavano il liceo civico, perché di pari passo al''istruzione potessero godere quella educazione di famiglia, ch'è condizione indispensabile per ogni vera educazione femminile moderna”
Il palazzo a partire dal 2005 è diventato parte dell'Università degli Studi di Trento ed ospita la sede della segreteria di Dipartimento e di alcune aree di ricerca del Dipartimento di Scienze della Cognizione e della Formazione (laboratori e uffici), di una parte del Centro Interdipartimentale Mente-Cervello (CIMeC) nonché della Scuola di Dottorato di ricerca in Cognitive and Brain Sciences.

## Progetti e stile
La preparazione del progetto di Ambrogio Rosmini fu molto laboriosa; ciò si capisce dalla presenza di molti schizzi, ripensamenti e rielaborazioni che stanno a significare l’alternarsi di idee diverse. Come aveva fatto per il Palazzo del grano (noto anche come Palazzo Annona), “ Ambrogio Rosmini raggruppò il suo progetto in venti tavole, con relativa didascalia, in un album, sul cui fronte scrisse il titolo firmandosi con anagramma: “progetto di una fabbrica da innalzarsi in Roveredo ad uso di abitazione Signorile, inventato da Agrimabo Misornì l'anno del snore MDCCXC”.
Stilisticamente quest'opera settecentesca “esprime un linguaggio neoclassico che è certamente nuovo e unico per la città di Rovereto ancora barocca”
Lo stile è molto semplice, segno distintivo del Rosmini. Egli non disprezzava gli ornamenti, ed era anche molto abile nel loro impiego, ma non ne faceva un uso smodato.
“Il sistema sicuro, che una fabbrica, perché sia perfetta, vuole essere bella, comoda, e solida era pure il principio suo, ma il bello non stava, a suo avviso, nella copia stemperata degli ornamenti, ma bensì in quella semplicità garbata, che alla qualità della fabbrica stessa bene corrisponda, e in tutto ciò che è in rappresentazione, sia, per così dire, anche tutto in funzione.“.
Rosmini in questo edificio dimostra di saper applicare e conoscere il contenuto dell'insegnamento della scuola teorica veneta e anche di essere in consonanza con i suoi fautori.

## La facciata di Palazzo Fedrigotti
Il palazzo Fedrigotti è stato costruito basandosi su forme geometriche semplici e leggibili: quadrato e cerchio. “La razionalità di tutto l'edificio si compendia nel disegno della facciata, nella quale nulla compare che non abbia un suo senso logico: dalla rigorosa stereometria a spigoli netti, cioè privi di sottolineature angolari a bugnato, più adatta a dichiarare la destinazione residenziale dell'edificio, alla superficie liscia d'intonaco a protezione della muratura, non imbellettato da colori bensì lasciato nell'apparenza naturale. “
Il disegno della facciata che si affaccia al Corso comprende pian terreno, piano nobile e mezzanino; essi sono divisi da sottili nastri di pietra bianca.
L'unico elemento decorativo che scansiona anche la statica strutturale interna è il ritmo uguale delle finestre. Tutta l'opera è caratterizzata da una rinuncia al formalismo dello stile barocco (viene abbandonato il superfluo, le esigenze pittoriche e plastiche, la decorazione sovrapposta e il posticcio) che viene sostituito dal razionalismo settecentesco. 

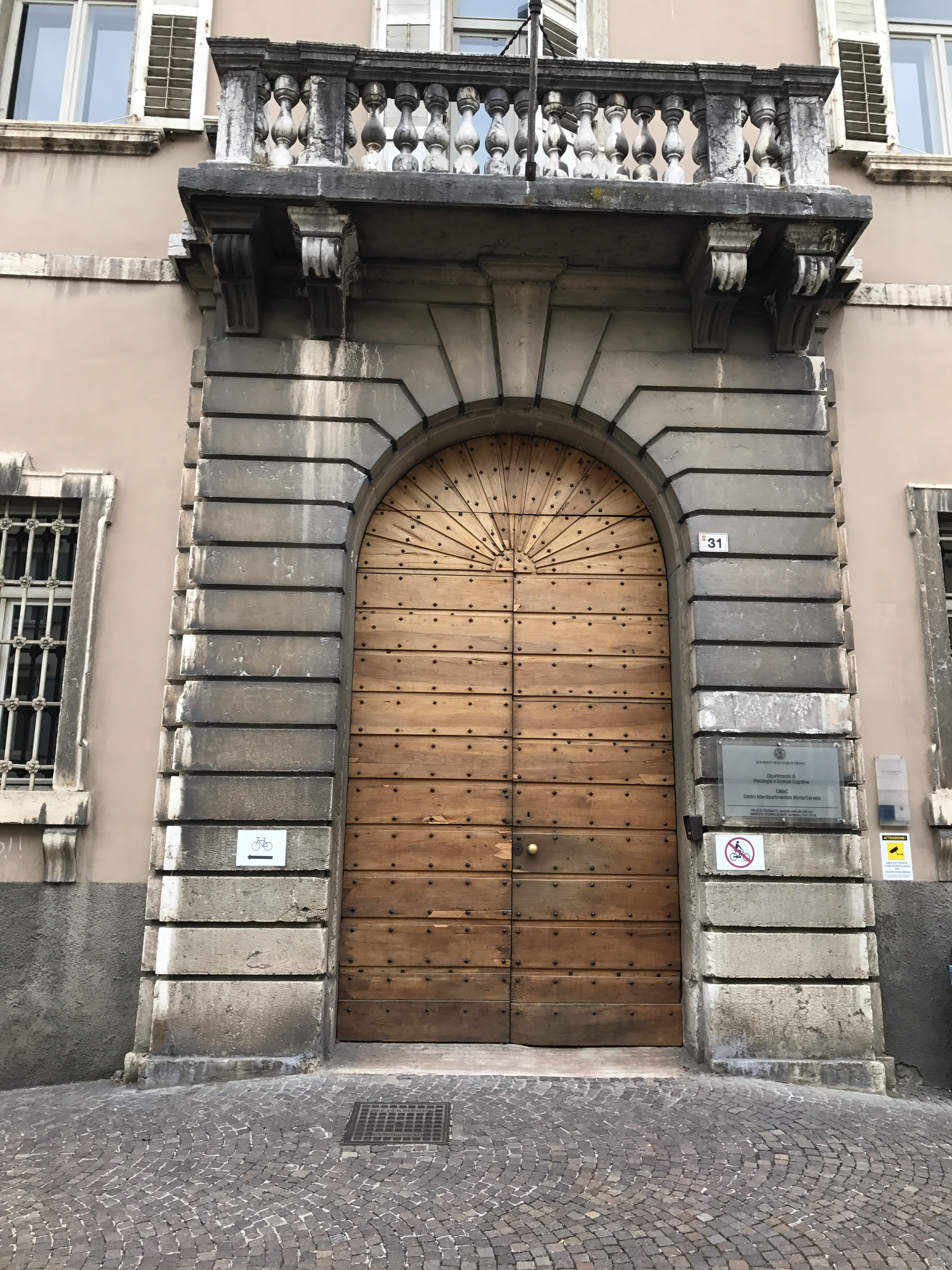
portone d'ingresso Palazzo Fedrigotti

I principi utilizzati sono l'UTILITAS (dal lat. utilità, efficacia), la FIRMITAS (dal lat. robustezza) e la VENUSTAS (bellezza estetica); quest'ultima è stata aggiunta successivamente ma ha permesso che il vantaggio estetico equilibrasse otticamente lo sviluppo in altezza del palazzo.
Ci sono tre tipi di finestre, diversi in base al piano a cui appartengono: al piano nobile i cornicioni sono sovrapposti ai fregi pulvinati che si differenziano per dimensione e forma da quelle “a tabella” del mezzanino.
Il portale lapideo a doppio risalto laterale è l'unico elemento forte della facciata che interrompe la stesura omogenea. È l'unico motivo plastico e realmente esornativo.
“Lo scopo architettonico è l'accentuazione del centro di simmetria, l'evidenziazione formale dell'ingresso del palazzo in contrasto con il fondo “neutro” del muro, ma è anche un'anticipazione della relazione tra esterno e interno", come il bugnato che riveste il pian terreno del cortile circolare che è uguale a quello esterno.
Il progetto di Ambrogio Rosmini non fu realizzato come era in origine, anzi lo stesso Rosmini apportò diverse modifiche nel suo disegno, documentate in una tavola separata dall'album; le differenze stanno nella forma del cornicione e nell'altezza del mezzanino. Il cornicione non si rifà più ad un ordine toscano ma ad uno più leggero ionico; non ha più mensole, è composto da architrave, fregio e cornice che sono puliti da ogni incrostazione.
In conclusione si può affermare che Ambrogio Rosmini ha dimostrato di sapersi esprimere in architettura e di possedere una capacità creativa oltre che un'armonica disposizione delle parti.

## Cortile interno
Nel 1763 Ambrogio Rosmini di ritorno da Roma prese lo spunto per impostare in centro al grande palazzo un cortile di pianta circolare che ricorda quello di Caprarola ma che come afferma R. Togni è pur sempre una facciata continua anziché un loggiato aperto con numerose aperture (16 per piano.).

## Elenco note
1. ↑   Aldo Gorfer, Terre lagarine, Rovereto, Rovereto (TN) : Azienda autonoma soggiorno e turismo.
2. 1 2 3   Lucio Franchini, Il "Corso Nuovo Grande", Rovereto, 2007.
3. ↑   Biblioteca civica Rovereto, su bibliotecacivica.rovereto.tn.it. URL consultato il 21 giugno 2017.
4. ↑   Convitto femminile Bianca Laura Saibanti Grandi, Rovereto, tipografo trentino,  p. n.n..
5. ↑   UNI TN, su web.unitn.it.
6. ↑   Lucio Franchini, Il "Corso Nuovo Grande", Rovereto, 2007,  p. 155.
7. ↑   Lucio Franchini, Il "Corso Nuovo Grande", Rovereto, 2007,  p. 160.
8. ↑  Telani citato in Lucio Franchini Il "Corso Nuovo Grande", Rovereto 2007 pag.156
9. ↑   Lucio Franchini, Il "Corso Nuovo Grande", Rovereto, 2007,  pp. 156-157.
10. ↑   Lucio Franchini, Il "Corso Nuovo Grande", Rovereto, 2007,  p. 158.
11. ↑   testi di: Andrea Bacchi, Enrico Castelnuovo, Michela di Macco, Michela Garda, Michelangelo Lupo, Bruno Passamani, Ierma Sega, Rovereto città barocca città dei lumi, trento,  p. 229.